# Emma (manga)
Emma (jap. エマ Ema) – manga autorstwa Kaoru Mori, publikowana na łamach magazynu Comic Beam wydawnictwa Enterbrain od 12 grudnia 2001 do 12 lutego 2008, natomiast opublikowane rozdziały zostały zebrane w 10 tomach tankōbon. W Polsce manga ukazała się nakładem wydawnictwa Studio JG od 22 listopada 2013 do 9 października 2015.
Na podstawie mangi powstała adaptacja anime, która doczekała się dwóch sezonów – pierwszy emitowany był od 3 kwietnia do 19 czerwca 2005, natomiast drugi – od 16 kwietnia do 2 lipca 2007.
W 2005 roku na corocznym wydarzeniu Japan Media Arts Festival manga zdobyła nagrodę „Excellence Prize”.

## Fabuła
Akcja dzieje się w wiktoriańskiej Anglii. Dziewczyna imieniem Emma spędziła większość swojego życia jako pokojówka w domu starszej pani. Pewnego dnia jej panią odwiedza młody mężczyzna, dziedzic arystokratycznej rodziny – William Jones, dla którego jej pani była kiedyś guwernantką. Spotkanie Williama i Emmy to początek romansu, który pokonuje wszelkie różnice klasowe, społeczne i tradycję.

## Bohaterowie
Emma (jap. エマ Ema)
Seiyū: Yumi Tōma 
Główna bohaterka tej historii. Pochodzi z biednej rodziny z nadmorskiej wsi w Yorkshire, została porwana jako młoda dziewczyna, aby być sprzedana do burdelu w Londynie. Zdołała uciec, ale zgubiła się w Londynie. Udało jej się pracować dorywczo, by zarobić na jedzenie, dopóki nie została przyjęta pod opiekę Kelly Stowner, jako jej pokojówka. Dzięki niej Emma nauczyła się czytać, pisać i wielu innych przedmiotów.
William Jones (jap. ウィリアム・ジョーンズ Wiriamu Jōnzu)
Seiyū: Tokuyoshi Kawashima 
Główny bohater tej historii.
Kelly Stowner (jap. ケリー・ストウナー Kerī Sutounā)
Seiyū: Taeko Nakanishi 
Pracodawczyni Emmy.
Hakim Atawari (jap. ハキム・アタワーリ Hakimu Atawāri)
Seiyū: Yūji Ueda 
Przyjaciel Williama.
Eleanor Campbell (jap. エレノア・キャンベル Erenoa Kyanberu)
Seiyū: Sanae Kobayashi 
Młoda córka wicehrabiego, która zakochuje się w Williamie. Jej uczucia do Williama często są wzmacniane przez nieporozumienia spowodowane uprzejmością Williama.
Monica Mildrake (jap. モニカ・ミルドレイク Monika Mirudoreiku)
Starsza siostra Eleanor.
Al (jap. アル Aru)
Seiyū: Tomomichi Nishimura 
Sarah (jap. サラ Sara)
Seiyū: Yōko Honna 
Stevens (jap. スティーブンス Sutībunsu)
Seiyū: Yūji Mikimoto 
Hans (jap. ハンス Hansu)
Seiyū: Hiroki Tōchi 
Wilhelm Mölders (jap. ヴィルヘルム・メルダース Buiruherumu Merudāsu)
Dorothea Mölders (jap. ドロテア・メルダース Dorotea Merudāsu)
Erich Mölders (jap. エーリヒ・メルダース Ērihi Merudāsu)
Ilse Mölders (jap. イルゼ・メルダース Iruze Merudāsu)

## Manga
| Nr | Język japoński    | Język japoński         | Język polski        | Język polski           |
| Nr | Data wydania      | ISBN                   | Data wydania        | ISBN                   |
| -- | ----------------- | ---------------------- | ------------------- | ---------------------- |
| 1  | 30 sierpnia 2002  | ISBN 4-7577-0972-2     | 22 listopada 2013   | ISBN 978-83-61356-81-3 |
| 2  | 24 lutego 2003    | ISBN 4-7577-1312-6     | 28 lutego 2014      | ISBN 978-83-61356-88-2 |
| 3  | 25 listopada 2003 | ISBN 4-7577-1642-7     | 12 maja 2014        | ISBN 978-83-61356-96-7 |
| 4  | 26 czerwca 2004   | ISBN 4-7577-1887-X     | 30 lipca 2014       | ISBN 978-83-80010-09-3 |
| 5  | 31 marca 2005     | ISBN 4-7577-2168-4     | 1 października 2014 | ISBN 978-83-80010-20-8 |
| 6  | 31 sierpnia 2005  | ISBN 4-7577-2403-9     | 4 grudnia 2014      | ISBN 978-83-80010-34-5 |
| 7  | 25 maja 2006      | ISBN 4-7577-2787-9     | 12 lutego 2015      | ISBN 978-83-80010-43-7 |
| 8  | 26 maja 2007      | ISBN 4-7577-3449-2     | 22 kwietnia 2015    | ISBN 978-83-80010-58-1 |
| 9  | 25 września 2007  | ISBN 4-7577-3726-2     | 14 sierpnia 2015    | ISBN 978-83-80010-72-7 |
| 10 | 25 kwietnia 2008  | ISBN 978-4-7577-4178-2 | 9 października 2015 | ISBN 978-83-80010-87-1 |